# Цумада-Урух
Цумада-Урух — село в Цумадинском районе Дагестана Российской Федерации. Входит в состав Цумадинского сельсовета.

## Географическое положение
Село находится на левом берегу реки Андийское Койсу, на расстоянии 9 км к юго-западу от села Агвали, административного центра района.

## Население
| 1926 | 1939 | 1970 | 1989 | 2002 | 2003 | 2004 |
| ---- | ---- | ---- | ---- | ---- | ---- | ---- |
| 41   | ↗97  | ↘69  | ↗102 | ↗151 | ↗174 | ↗191 |
| 2007 | 2010 | 2021 |      |      |      |      |
| ↗201 | ↗209 | ↗249 |      |      |      |      |

### Национальный состав
Цумада-Урух - одно из чамалалских сел в Цумадинском районе. По данным Всероссийской переписи населения 2010 года в селе проживало 209 человек.